# Sofia Thøgersen
Sofia Thøgersen (født 6. juli 2005) er en dansk atletikudøver med fokus på mellem- og langdistanceløb, især 1500 meter.
I 2023 deltog hun som den yngste dansker nogensinde i VM i atletik og satte der dansk rekord på 1500 meter i tiden 4.05,34.
Thøgersen går på Falkonergårdens Gymnasium.